# Варгас Вила, Хосе Мария
Хосе Мария де ла Консепсьон Аполинар Варгас Вила Бонилья (исп. José María de la Concepción Apolinar Vargas Vila Bonilla; 23 июня 1860 — 23 мая 1933), известный как Хосе Мария Варгас Вила — колумбийский писатель и публичный интеллектуал.

## Биография
Варгас Вила был самоучкой, который с раннего возраста участвовал в политической борьбе как журналист, политический агитатор и оратор. В юности он преподавал в Ибаге, Гуаске, Анолайме и Боготе. Он принимал участие в гражданской войне в Колумбии 1884—1885 годов в качестве солдата радикально-либеральных войск Сантоса Акосты.
После поражения либералов тогдашний президент Колумбии Рафаэль Нуньес назначил цену за его голову, и Варгас Вила он укрылся в районе Лос-Льянос-дель-Касанаре, а затем в 1886 году бежал в Венесуэлу. В городе Сан-Кристобаль он основал и руководил журналом Eco Andino, в Каракасе — Los Refractarios (вместе с другими колумбийскими радикалами, преследуемыми Нуньесом). В 1887 году он опубликовал свой первый роман «Aura las Purples».
Президент Раймундо Андуэса Паласио в 1891 году выслал его из Венесуэлы, и Варгас Вила отправился в новое изгнание в Нью-Йорк, где сотрудничал в редакции газеты El Progreso и подружился с кубинским писателем и борцом за независимость Хосе Марти, а затем основал Revista Ilustrada Hispanoamérica, в котором опубликовал несколько рассказов. В 1892 году, когда Хоакин Креспо, возглавлявший Легалистскую революцию, триумфально вошёл в Каракас и взял власть, Варгас Вила занял должность личного секретаря и советника по политическим вопросам нового президента. Креспо погиб два года спустя в битве при Мата-Кармелере, и Варгас Вила вернулся в Нью-Йорк в 1894 году.
В 1898 году он был назначен президентом Эквадора Элоем Альфаро полномочным послом в Риме, где запомнился отказом встать на колени перед Папой Львом XIII («Я не преклоняю колени ни перед одним смертным»), а из-за публикации романа «Ибис» в 1900 году вообще был отлучён от церкви (что считал своим достижением).
В 1903 году он основал в Нью-Йорке журнал Némesis, в котором критиковал колумбийское правительство Рафаэля Рейеса и другие латиноамериканские диктатуры, равно как и империалистическую политику великих держав (особенно Соединенных Штатов) в регионе, в том числе узурпацию Панамского канала и поправку Платта о Кубе; в итоге, власти США вынудили его покинуть и эту страну.
В 1904 году президент Никарагуа Хосе Сантос Селайя назначил Варгаса Вилу дипломатическим представителем в Испании вместе с поэтом Рубеном Дарио. Колумбиец вскоре вернулся к редактированию своих книг и после недолгого пребывания в Париже и Мадриде поселился в Барселоне, где начал публикацию полного собрания своих сочинений.

## Творчество
Его считали одним из самых противоречивых писателей Америки начала XX века. Варгас Вила отличился своими радикально-либеральными идеями и критикой католического духовенства, консерватизма и империалистической политики США. Он защищал всех, кто боролись за свободу и справедливость своих народов, особенно в Латинской Америке, вне зависимости от того, разделяли ли они его философию.
Многие его идеи приближались к экзистенциализму и были настолько либертарны, что одно время Варгас Вила называл себя анархистом. В его повестях и романах отмечали влияние анархо-индивидуалистической идеологии, вместе с тем, называя характерными для литературы Колумбии рубежа веков, когда страна была театром партийной борьбы, приведшей к очередным гражданским конфликтам и иностранным интервенциям. Советская Литературная энциклопедия утверждала, что его революционного настроения, однако, «не следует переоценивать, так как он не является пролетарским писателем, связанным с массами, а типичным представителем анархически настроенной интеллигенции, разочаровавшейся во всякой власти».

## Библиография

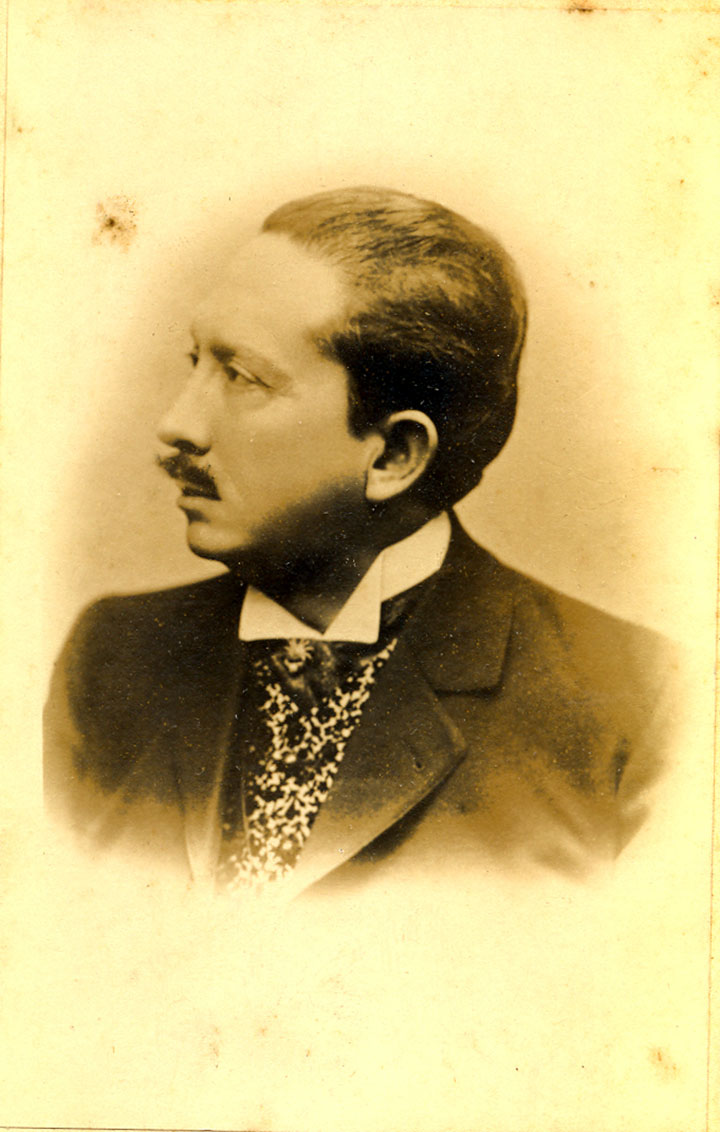

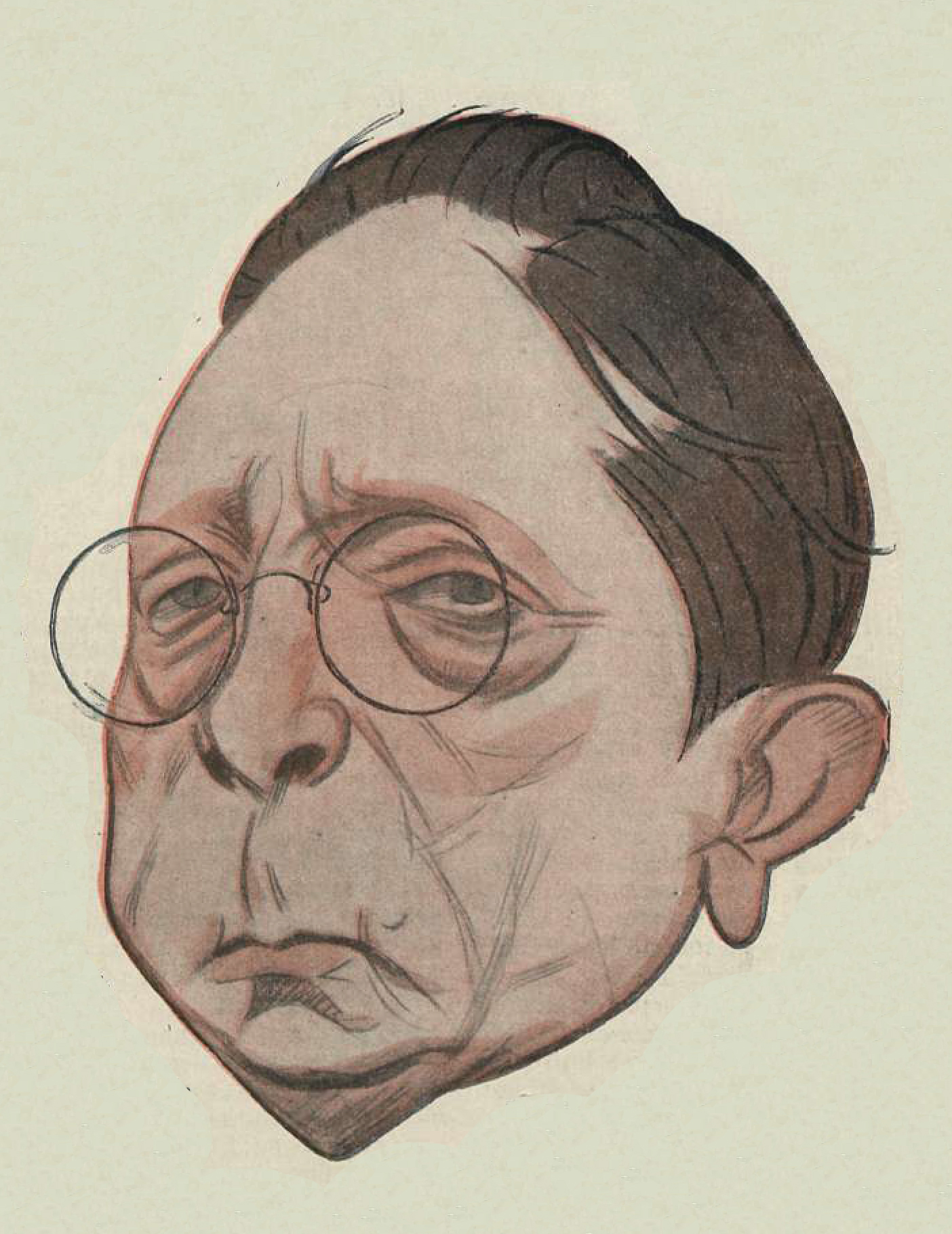
Шарж испанского карикатуриста Товара (1922)